# Rhipsalis paradoxa
Ne doit pas être confondu avec Rhipsalidopsis.
Espèce
Statut de conservation UICN

 LC  : Préoccupation mineure
Statut CITES
Rhipsalis  paradoxa est le nom d'une espèce de plante épiphyte et succulente, endémique du Brésil, et appartenant à la famille des cactus et du genre Rhipsalis (qui comprend environ 60 espèces et de nombreuses sous-espèces)
Elle est menacée par la régression, dégradation ou disparition de son habitat (forêt tropicale humide).

## Étymologie
Le nom de genre vient d'un mot grec signifiant souple ou jonc tressé / osier tressé, en référence à l'apparence des plantes.

## Origine, aire de répartition, habitat
Cette épiphyte est originaire du Brésil, où elle vit dans des forêts subtropicales ou tropicales humides, accrochée ou suspendue aux branches ou poussant dans les creux de vieux arbres.

## Description
Les tiges, crassulentes, sont aplaties, segmentées et se divisant potentiellement après chaque segment, chaque segment a une forme aplatie d'environ 2 cm de large en son centre, avec une distance internœuds de 2,5 à 5 cm de long, qui fait évoquer pour chaque tige un chainage régulier de segments (d'où son nom de  chain cactus ou chain rhipsalis pour les anglophones) .

Les fleurs sont blanches et petites (environ 2 cm de diam.) ; En serre froide, la fleur apparait au début du printemps.

Les fruits (petits et rouges, très voyants) apparaissent sur les bordures de ces segments, près des nœuds
La plante a une couleur verte, mate, tirant nettement sur le violet à la lumière (variable selon les conditions de luminosité, température et d'humidité).

## Usages (médicinaux, ornementaux, alimentaires)
- Cette espèce de cactus dans épines est utilisée en suspension, pour la décoration.

## Culture
Paradoxa Rhipsalis est une plante de demi-ombre qui doit idéalement être éclairée de manière plutôt zénithale. Il lui faut un sol acide, léger et bien drainé (ex : 2 partie de mousse de tourbe 2 pour 1 partie de sable, avec de petits copeaux d'écorce ajouté pour augmenter le drainage et comme source de carbone. En période de croissance, alterner de bons arrosages à des périodes où l'on laisse sécher légèrement le substrat. Ces plantes ont dans la nature de faibles besoins nutritifs. Les engrais équilibrés du commerce doivent donc être dilués à la moitié de la concentration recommandée sur l'étiquette.
En hiver, une température nocturne de 9/10 °C et un faible arrosage (sans engrais) favorisera la floraison printanière. Quand les boutons floraux apparaissent l'arrosage normal peut reprendre, ainsi que la fertilisation.
La multiplication se fait facilement à partir de boutures ou de plants.

## Statut, menace
La principale menace qui pèse sur l'espèce est le recul rapide de la forêt tropicale primaire (destruction et fragmentation des habitats, déforestation..)